# Vaginamuseum
Ne doit pas être confondu avec Vagina Museum.
Le Vaginamuseum est un musée virtuel lancé par l'artiste autrichien Kerstin Rajnar en 2014. Il s'agit d'une galerie et des archives virtuelles contenant des informations concernant le sexe féminin et la féminité. Dans ce projet, des représentations d'organes sexuels féminins poussent à la réflexion quant à l'importance des femmes dans différents environnements. Ce projet vise à promouvoir la création artistique et le débat sur le sexe féminin. Il promeut l'utilisation et l'appréciation de mots et de parties du corps telles que le vagin, la vulve et le clitoris. Ce musée est considéré comme le premier à être entièrement consacré au vagin,,. 

## À propos
Le Vaginamuseum se veut être une plateforme éducative. Des experts de l'histoire de l'art, des soins de santé, des sciences médicales, ainsi que des artistes de toutes disciplines, participent à son contenu. Les archives présentent des textes conceptuels et historiques sur le vagin, la vulve et le clitoris. La galerie présente une sélection d'œuvres d'art qui apportent une nouvelle réflexion sur le les parties génitales féminines. Rajnar a pensé le musée pour aider à dépasser les attitudes négatives des gens à l'égard du vagin. 
Vaginamuseum est enregistré auprès de l'Office de l'Union européenne pour la propriété intellectuelle (EUIPO). 

## Expositions du musée

### Vagin 2.0
L'exposition d'ouverture virtuelle organisée par l'artiste médiatique et conservatrice de musée Doris Jauk-Hinz aborde la question des termes actuels et des significations subjectives des organes sexuels féminins. Ses réflexions sur le terme vagin sont basées sur des idées, des attentes, des attributions, des associations et des émotions, le tout exprimé à travers l'art. Les contributions artistiques contiennent des représentations anciennes de symboles vulvaires dans différentes civilisations présentées sur les plateformes de médias sociaux et au féminisme sexuellement positif dans le cyberespace. 
Les artistes présentés lors de la première exposition sont les suivants : Collective AMAE (GB), Teresa Ascencao (CA), Mattia Biagi (US), Iwona Demko (PL), Collective Freudenweide & Villefort (AT), Faith Holland (US), Barbara Klampfl / Gisela Reimer (AT), Petra Mattheis (DE), Sofia Ntontis (AT), Angela Proyer (AT), Melinda Rackham (AU), Rosa Roedelius (AT), Grit Scholz (DE), Ulla Sladek (AT), Christina Strasser (AT), Myriam Thyes (DE), Dorothée Zombronner (DE). 

### Seconde exposition
La seconde exposition explore le corps féminin « intérieur » comme le point de réception et lieu de naissance d'une nouvelle vie - sous son aspect culturel. Les œuvres abordent les processus naturels et artificiels qui donnent naissance à la vie dans une approche culturelle . Des articles sur le thème de la naissance complètent l'exposition. 
Lors de la seconde exposition, les artistes présentés sont les suivants : Zara Alexandrova (DE), Teresa Ascencao (CA), Rachelle Beaudoin (US), Yvonne Beelen (NL), Ada Kobusiewicz (AT/POL), Renate Kordon (AT), Bernhard Krähenmann (CH), Gertrude Moser-Wagner (AT), Boryana Rossa (États-Unis), Barbara Schmid / Ulla Sladek (AT), Maja Smrekar (SI).

## Contributions

### Histoire de l'art
Cette contribution, développée par l'historienne de l'art Sara Buchbauer, donne un aperçu de la représentation du sexe féminin du paléolithique à l'art contemporain en Europe. Des textes et des œuvres d'art de différentes époques apportent des informations sur les événements politiques et culturels de l'époque, sur le rôle des femmes et les caractéristiques stylistiques dans l'art. 

### Vaginologie
Cette contribution, développée par la médecin Jana Studnicka, porte sur la femme, le corps, la sexualité et la société et présente des aspects médicaux sociaux et psychologiques de la féminité à travers, entre autres, l'identité de genre, l'orientation sexuelle, les organes sexuels féminins externes et internes, la contraception, la reproduction, la menstruation, la gynécologie, la violence contre les femmes, etc. Cette contribution reflète l'état actuel de la recherche, clarifie les schémas de pensée modernes et présente les connaissances scientifiques les plus récentes.
Le terme de Vaginalogie, utilisé comme titre de cette contribution, se compose du mot vagin et du suffixe -logie. L'idée était de le construire en miroir du terme médical de gynécologie,. 

## Presse
En 2014, le Jetzt-Magazin de la Süddeutsche Zeitung a publié une interview de Kerstin Rajnar et de Hjortur Gisli Sigurdsson, directeur du Musée phallologique islandais de Reykjavík. Dans l'interview, Rajnar rapporte que le Vaginamuseum avait reçu de nombreuses critiques avant même son ouverture, en particulier à cause de son financement étatique.

## Financement
Le Vaginamuseum bilingue allemand et anglais, traduit par Christine Wilhelm  est soutenu par le département des arts du gouvernement autrichien, le département culturel de Styrie, le département des femmes, la lutte contre la discrimination et pour l'égalité de traitement du Burgenland et par les villes de Vienne et de Graz,.